# Hadoblothrus aegeus
Hadoblothrus aegeus es una especie de arácnido del orden Pseudoscorpionida de la familia Syarinidae.

## Distribución geográfica
Se encuentra en Grecia.